# Белый крест (банда)
Белый крест (также «мокеевцы») — антисоветская организация, действовавшая в 1989-1990 годах в Ленинграде.

## Предыстория
Основателем банды считается сотрудник милиции города Ленинграда Аркадий Мокеев (1962 года рождения). Его семья была бедной. Также в состав банды входили милиционер Владимир Бикмуллин (двоюродный брат Мокеева), хулиган Игорь Дьяков и давний знакомый Мокеева Игорь Коренков.

## Преступная деятельность
29 апреля 1989 года в Ленинграде Мокеев, вооруженный самодельным пистолетом, совершил нападение на милиционера Людмилу Маркову, дежурящую в здании Центрального государственного архива Военно-морского флота. Бандит пригрозил ей пистолетом и потребовал отдать своё табельное оружие, после чего выстрелил ей в голову. Нападавший забрал пистолет Марковой и скрылся. Очнувшись, Маркова позвала на помощь. Через несколько минут к зданию архива подъехали патрульные автомобили и Скорая помощь, и тяжело раненую женщину удалось спасти.
7 мая двое бандитов совершили убийство женщины — кассира столовой в Петрозаводске. За несколько минут до закрытия они ворвались в здание столовой. Один из них остался у двери, другой, угрожая пистолетом, потребовал у кассира всю выручку и тут же выстрелил в женщину в упор. Забрав деньги из кассы, бандиты скрылись.
30 августа в Ленинграде бандиты совершили вооруженное нападение на машину инкассаторов. Они поджидали инкассаторскую «Волгу», сидя в угнанном ими автомобиле рядом с магазином. Когда «Волга» остановилась у магазина и один из инкассаторов сходил в магазин и вернулся с деньгами, бандиты с пистолетами выскочили из автомобиля и открыли огонь по «Волге». Один инкассатор был убит, другой выхватил пистолет и открыл ответный огонь. Водитель «Волги» резко поехал вперед, оторвавшись от нападающих. Бандиты скрылись с места преступления на автомобиле. «Жигули» они бросили в одном из дворов.
10 апреля 1990 года «мокеевцы» угнали автомобиль «Жигули» у водителя такси. Один из них остановил такси на Выборгском шоссе и сказал, что ему нужно в город. В машину сел и второй бандит. После того как они поехали, один из них, угрожая пистолетом, заставил водителя остановиться. Таксиста вытащили из салона и затолкали в багажник, после чего поехали. Утром 11 апреля они подъехали к воинской части в поселке Сертолово Ленинградской области. Там они из двух пистолетов открыли огонь по часовому Батагову. Часовой был смертельно ранен, но успел открыть ответный огонь из автомата, и бандитам пришлось ретироваться, так и не забрав его оружия. Уехав с места нападения, бандиты выпустили шофера из багажника и приказали ему отвезти их в город к станции метро. Там бандиты выкинули шофера из машины и уехали. Такси они бросили на другом конце города.

## Воззвания организации
Сограждане! В нашем городе создана организация «Белый крест», имеющая целью возвращение человеческого достоинства всем россиянам, обретение настоящей, полнокровной свободы. Сообщаем, что в республики Закавказья направлены курьеры для закупки оружия. 25 апреля движение вступает в активную вооруженную борьбу с красным фашизмом.

Настал, наконец, момент, когда мы должны сказать советскому режиму — НЕТ! Довольно кормить нас светлым будущим завтра. Мы хотим жить по-человечески сегодня! Вооружайтесь, сограждане!

Народ устал от безысходности и нищеты, и нам не нужна кость с барского стола, называемая перестройкой! Сограждане! Революционная ситуация в стране назрела! День свободы близок!

С 15-го по 25 апреля 1990 года на всех легальных и нелегальных рынках города будет производиться широкая распродажа оружия. Пора сбросить с себя грязное ярмо коммунизма и вздохнуть полной грудью. «Белый крест» готовит ряд акций, которые продемонстрируют всему миру нашу силу и решимость. Прогрессивное человечество с нами!

## Арест, суд и приговоры
14 мая 1990 года бандиты вновь угнали автомобиль ВАЗ-2101 и хотели поджечь здание Ленсовета и памятник Ленину. С собой у них было несколько так называемых «коктейлей Молотова». Милиция арестовала бандитов поначалу как угонщиков. Но, когда вскрыли портфель, обнаружили несколько бутылок со взрывоопасной жидкостью и листовки с антикоммунистическим содержанием.
На допросах Мокеев рассказал, что поначалу убивал и грабил как бандит, а потом как политический борец. Свою политическую программу он сформулировал так: «Создание государства с преимущественными возможностями для всех». На вопрос, почему он продолжал бороться против режима даже после прихода к власти демократов, Мокеев ответил, что с уходом коммунистов ненавистный ему советский строй отменён не был.
В 1993 году вся банда была осуждена и её члены получили разные приговоры.
| ФИО                | Приговор                    | Статус                    |
| ------------------ | --------------------------- | ------------------------- |
| Аркадий Мокеев     | Расстрел, заменённый на ПЛС | Отбывает в Сосновке       |
| Игорь Коренков     | 10 лет                      | Отбыл наказание полностью |
| Игорь Дьяков       | 8 лет                       | Отбыл наказание полностью |
| Владимир Бикмуллин | 4 года                      | Отбыл наказание полностью |